# Jan van Hooff (primatoloog)
Johan Antoon Reinier Alex Maria (Jan) van Hooff (Arnhem, 15 mei 1936) is een Nederlandse emeritus hoogleraar ethologie en socio-ecologie aan de Universiteit van Utrecht. Als kenner van primaten is hij bekend van televisie-uitzendingen en lezingen.

## Loopbaan
Van Hooff groeide op in Burgers' Zoo in Arnhem, waar zijn vader en moeder directeuren waren. Zijn grootvader van moederszijde Johan Burgers had het dierenpark opgericht. Zijn broer Antoon was er later directeur.
Jan van Hooff studeerde biologie in Utrecht en Oxford bij Niko Tinbergen en Desmond Morris. Hij promoveerde op een onderzoek naar sociaal gedrag en communicatie bij mensapen. Vooral zijn vergelijkende studies over gelaatsexpressies bij apen en mensapen, in het bijzonder over de evolutie van lachen en glimlachen, hebben de aandacht getrokken. Van 1980 tot 2001 was hij hoogleraar ethologie en socio-ecologie aan de Universiteit Utrecht waar hij vooral studies deed naar de sociale processen, het sociaal gedrag en de sociale organisatie van dieren, in het bijzonder primaten zoals orang-oetans en chimpansees. Van 1996 t/m 1999 was hij vervangend hoogleraar aan de Universiteit Wageningen. Hij bekleedde gasthoogleraarschappen aan de Universiteit Zürich (1988) en aan de École Normale Supérieure in Parijs (2001). Hij is honorair professor aan de Universitas Nasional te Jakarta, Indonesië.
Recent onderzoek richtte zich op de socio-ecologie van enkele primatensoorten in veldwerkprojecten in Indonesië en op de regulatie van sociale betrekkingen, bestudeerd in gevangenschapskolonies, onder andere in de chimpanseekolonie van Burgers’ Zoo. Daarbij ging het vooral om vragen als: Hoe gaan dieren die met elkaar in groepsverband samenleven om met conflicten en hoe lossen ze die op (onder meer verzoeningsgedrag).
Na zijn emeritaat werkte hij als wetenschappelijk directiemedewerker van de Koninklijke Burgers' Zoo te Arnhem. Hij was secretaris-generaal van de International Primatological Society en voorzitter van het Jane Goodall Instituut Nederland. Van Hooff is lid van de Koninklijke Nederlandse Akademie van Wetenschappen en Officier in de Orde van Oranje-Nassau.
Verscheidene van zijn oud-studenten, onder wie Frans de Waal, bereikten een internationaal vooraanstaande wetenschappelijke positie.

## Televisie
Van Hooff presenteerde in de jaren zestig samen met zijn broer Antoon van Hooff een maandelijks AVRO-programma over dieren Zoo Zoo. Naast vaste tafelgast bij RTL Late Night was hij meerdere malen te gast in De Wereld Draait Door en Pauw & Witteman. In 2013 was Van Hooff als spreker en deskundige betrokken bij het tv-programma NTR Academie.